# Шерман (Міссісіпі)
Шерман (англ. Sherman) — місто (англ. town) в США, в округах Понтоток, Юніон і Лі штату Міссісіпі. Населення — 600 осіб (2020).

## Географія
Шерман розташований за координатами 34°21′40″ пн. ш. 88°50′19″ зх. д. / 34.36111° пн. ш. 88.83861° зх. д. (34.361170, -88.838744).  За даними Бюро перепису населення США в 2010 році місто мало площу 4,51 км², уся площа — суходіл.

## Демографія
Згідно з переписом 2010 року, у місті мешкало 650 осіб у 266 домогосподарствах у складі 176 родин. Густота населення становила 144 особи/км².  Було 282 помешкання (63/км²).
Расовий склад населення:
| - 76,9 % — білих - 19,2 % — чорних або афроамериканців - 0,6 % — корінних американців - 0,3 % — азіатів |

До двох чи більше рас належало 2,9 %. Частка іспаномовних становила 1,8 % від усіх жителів.
За віковим діапазоном населення розподілялося таким чином: 28,8 % — особи молодші 18 років, 57,4 % — особи у віці 18—64 років, 13,8 % — особи у віці 65 років та старші. Медіана віку мешканця становила 36,5 року. На 100 осіб жіночої статі у місті припадало 76,2 чоловіків;  на 100 жінок у віці від 18 років та старших — 73,4 чоловіків також старших 18 років.
Середній дохід на одне домашнє господарство  становив 36 659 доларів США (медіана — 27 353), а середній дохід на одну сім'ю — 43 810 доларів (медіана — 37 031). За межею бідності перебувало 27,2 % осіб, у тому числі 32,8 % дітей у віці до 18 років та 12,9 % осіб у віці 65 років та старших.
Цивільне працевлаштоване населення становило 294 особи. Основні галузі зайнятості: мистецтво, розваги та відпочинок — 24,5 %, освіта, охорона здоров'я та соціальна допомога — 13,9 %, виробництво — 11,6 %, роздрібна торгівля — 10,5 %.